# القاهرة (إب)

تعديل مصدري - تعديل

القاهرة محلة تابعة لقرية حقلة، التابعة لعزلة المقاطن بمديرية إب إحدى مديريات محافظة إب في الجمهورية اليمنية.، بلغ تعداد سكانها 137 حسب تعداد اليمن لعام 2004.